# اچ‌دی ۱۱۴۷۸۳
اچ‌دی ۱۱۴۷۸۳ یک ستاره است که در صورت فلکی دوشیزه قرار دارد.